# 池田政応
池田 政応（いけだ まさたか）は、江戸時代中期の旗本。通称は兵蔵、修理。

## 略歴
延宝4年（1676年）、池田友政の長男として誕生。元禄16年（1703年）12月21日、中奥番士となる。宝永元年（1704年）12月2日、遺領を継ぐ。この時、弟・政長に300石を分与したため、所領は900石となった。宝永4年（1707年）8月28日、御徒頭となり、さらに、宝永6年（1709年）4月6日、小姓組の組頭となった。
享保10年（1725年）6月27日、死去。50歳。跡を子・豊常が継いだ。

## 系譜
- 父：池田友政（1650-1704）
- 母：安部信秀の娘
- 室：小堀政利の娘
- 後室：池田利重の娘
  - 長男：池田豊常（1709-1733）
- 生母不明の子女
  - 女子：池田政胤室